# Ritbord

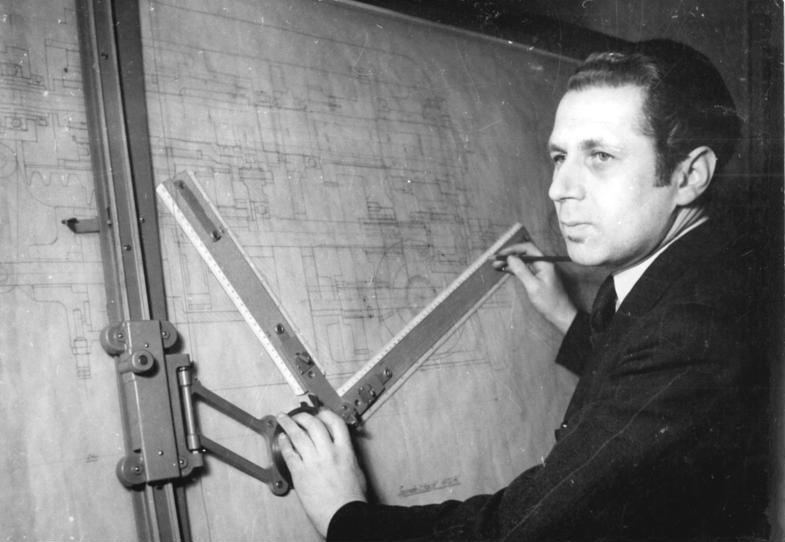
Ett ritbord med ritapparat.

Ett ritbord är en bordsskiva som är fäst på ett stativ, på vilket man kan fästa upp ritningar. Ritbordet är normalt utrustat med linjaler.
De pulpetformade ritborden var vanliga vid kontor där man arbetade med konstruktion av teknik eller byggnader. Arbetsytan var stor och genom att den kunde vinklas samt höjas och sänkas gick det att nå över en stor ritning.
Ritborden har sedan senare delen av 1900-talet i stor utsträckning ersatts av datorer med CAD-program.